# Талапкер (Костанайський район)
Талапке́р (каз. Талапкер) — село у складі Костанайського району Костанайської області Казахстану. Входить до складу Зарічного сільського округу.
Населення — 222 особи (2021; 346 у 2009, 332 у 1999, 320 у 1989).